# Ataques con carbunco en 2001
Los ataques con  carbunco (ántrax) en 2001 en Estados Unidos, también conocidos como Amerithrax por el nombre dado al caso por el FBI, ocurrieron en el curso de varias semanas desde el 18 de septiembre hasta el 9 de octubre de 2001. Las cartas que contenían esporas de carbunco fueron enviadas a varias oficinas de medios de información (ABC News, CBS News, NBC News, New York Post, National Geographic Channel y National Enquirer) y a dos senadores demócratas de Estados Unidos (Tom Daschle y Patrick Leahy), en Nueva York, Boca Raton y Washington D. C. El resultado fue un total de 22 personas infectadas, cinco de las cuales fallecieron. Se concluyó con la culpabilidad de Bruce Edwards Ivins, un microbiólogo que trabajó en Fort Detrick. El 29 de julio de 2008, se suicidó por medio de una sobredosis de paracetamol.

## Visión de conjunto
Los ataques con carbunco tuvieron lugar en dos olas. La primera serie de cartas con carbunco tenía un sello postal de Trenton (Nueva Jersey) fechado el 18 de septiembre de 2001, exactamente una semana después de los atentados del 11 de septiembre de 2001. Se cree que cinco cartas habían sido enviadas, hasta ese momento, a ABC News, CBS News, NBC News y el New York Post, todos localizados en Nueva York; y al National Enquirer de la editorial American Media, Inc. (AMI) en Boca Ratón (Florida). Robert Stevens, la primera persona que murió por estos correos, trabajaba en un tabloide llamado Sun, también publicado por AMI. Solamente se encontraron las cartas del New York Post y de NBC News; la existencia de las otras tres cartas se infiere por personas en ABC, CBS y AMI que fueron infectadas con carbunco. Los científicos que examinaron el carbunco de la carta del New York Post dijeron que parecía un material marrón granular y áspero, parecido a la comida para perros Purina.
Otras dos cartas con carbunco, con el mismo sello postal de Trenton, estaban fechadas 9 de octubre, tres semanas después del primer envío. Las cartas estaban dirigidas a dos senadores demócratas: Tom Daschle de Dakota del Sur y Patrick Leahy de Vermont. En ese entonces, Daschle era el líder de la mayoría del Senado y Leahy era el presidente del Comité judicial del Senado. Ambos eran identificados en los medios de comunicación masiva, por presentar reservas a la Ley Patriótica propuesta debido a la preocupación de que algunas partes de ella pudieran violar las libertades civiles. La carta dirigida a Daschle fue abierta por un ayudante el 15 de octubre y el servicio postal del gobierno fue cerrado. La carta de Leahy aún sin abrir fue descubierta en un maletín de correo el 16 de noviembre. La carta de Leahy había sido mal dirigida al anexo postal del Departamento de Estado en Sterling (Virginia) debido a un código postal mal leído; un trabajador postal allí, David Hose, se infectó con el carbunco al inhalarlo.
Más potente que las primeras cartas con carbunco, el material en las cartas del Senado era un polvo seco altamente refinado que consistía en alrededor de un gramo de esporas casi puras. Barbara Hatch Rosenberg, una bióloga molecular e investigadora en la Universidad Estatal de Nueva York, describió el material como carbunco «armado» o «con grado de arma» durante una entrevista en 2002. Sin embargo, en 2006, el Washington Post informó que el FBI no cree ya que el carbunco hubiera sido convertido en arma.
Al menos 22 personas desarrollaron infecciones por el carbunco, once de ellas por la variedad de inhalación que es potencialmente letal. Cinco murieron por inhalación de carbunco: Stevens; dos empleados de la instalación postal de Brentwood en Washington D. C., Thomas Morris Jr. y Joseph Curseen; y otros dos cuya fuente de exposición a la bacteria es todavía desconocida: Kathy Nguyen, una inmigrante vietnamita residente en el distrito del Bronx que trabajaba en Nueva York, y Ottilie Lundgren, una viuda de 94 años de edad de Oxford, Connecticut, quien fue la última víctima conocida.
Los ataques con carbunco de 2001 han sido comparados a los ataques de Theodore Kaczynski, también conocido como el Unabomber, que tuvieron lugar de 1978 a 1995.

## Las cartas
Se cree que las cartas con carbunco fueron enviadas desde Princeton (Nueva Jersey). En agosto de 2002, los investigadores encontraron esporas de carbunco en un buzón de correo en la calle Nassau cerca del campus de la Universidad de Princeton. Alrededor de 600 buzones postales que podían haber sido usados para enviar las cartas fueron examinados para buscar restos de carbunco. El buzón de la calle Nassau fue el único en dar positivo.
Las cartas de New York Post y NBC News contenían la siguiente nota:
09-11-01
ESTO ES LO QUE SIGUE
TOMA PENICILINA AHORA
MUERTE A AMERICA
MUERTE A ISRAEL
ALÁ ES GRANDE

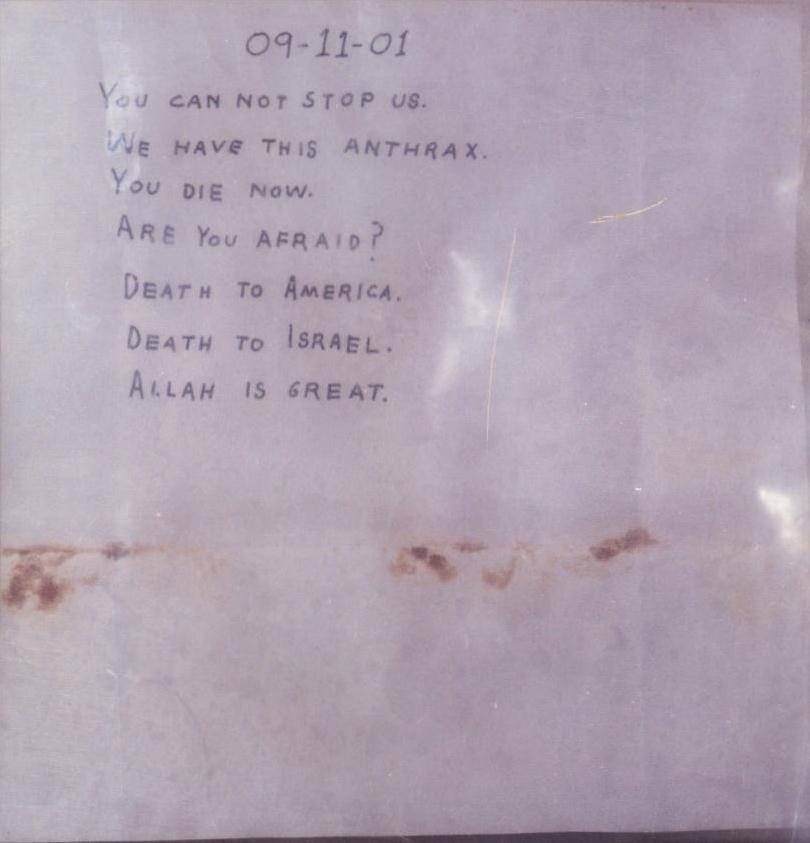
La segunda nota con carbunco.

La segunda nota que iba dirigida a los Senadores Daschle y Leahy decían:
09-11-01
NO NOS PUEDEN DETENER.
TENEMOS ESTE ÁNTRAX.
VAS A MORIR AHORA.
¿TIENES MIEDO?
MUERTE A AMERICA.
MUERTE A ISRAEL.
ALÁ ES GRANDE.
Los sobres dirigidos a los senadores, tenían la siguiente dirección del remitente:
4th Grade
Greendale School
Franklin Park NJ 08852
Esta dirección es ficticia, La localidad de Franklin Park existe, pero el código postal 08852 es cercano a Monmouth Junction. La escuela Greendale tampoco existe en Franklin Park o en Monmouth Junction, sin embargo existe la similar Escuela Primaria Greenbook en el colindante municipio de South Brunswick, de los cuales son parte de Monmouth Junction.

## Vuelco en la investigación
USAMRIID de Fort Detrick, fue el principal consultor del FBI en los aspectos científicos de los ataques con carbunco en 2001, los cuales infectaron a 22 personas y asesinaron a 5. Aun cuando fueron los asesores científicos de la investigación, muy pronto se convertirían en los posibles culpables para el FBI (vea Steven Hatfill). En julio de 2008, Bruce Ivins, un investigador estrella en biodefensa del USAMRIID se suicidó justo antes de que el FBI lo encausara por los atentados. El científico había sido notificado por el sistema judicial. La identificación de Ivins por el FBI en agosto de 2008 como el perpetrador de los ataques con carbunco sigue siendo controvertida, ya que su aceptación incluye al gobierno en la culpabilidad; sin embargo, las preparaciones de carbunco usadas en los ataques son de diferentes grados, todo el material deriva de la misma cepa conocida como Cepa Ames, la cual fue desarrollada por USAMRIID. La cepa Ames fue distribuida en 15 laboratorios de guerra biológica en Estados Unidos y al menos 6 fuera de Estados Unidos. En agosto de 2008, Estados Unidos declaró oficialmente culpable de los ataques con carbunco del 2001 a Bruce Ivins, empleado de Fort Detrick.
Sin embargo, en un principio, el FBI enfocó la investigación en un compañero de Bruce Ivins, Steven Haftill. En un trabajado documento que elaboró para la compañía privada en la que trabajaba, junto con más personas, trazó una simulación de ataque con ántrax maligno a diversos lugares de EE. UU.. Fue considerado por el FBI fuente de inspiración para los ataques de 2001.

## Consecuencias
Decenas de edificios fueron contaminados con carbunco como resultado de los envíos, la oficina postal AMI tuvo que trasladarse a un edificio diferente. La descontaminación de la oficina de correos Brentwood duró 26 meses y el coste ascendió a 130 millones de dólares. La oficina de correos del municipio de Hamilton en Nueva Jersey permaneció cerrada hasta marzo de 2005 y su limpieza costó 65 millones de dólares. La Agencia de Protección Ambiental de Estados Unidos gastó 41,7 millones de dólares para limpiar los edificios del gobierno en Washington D. C. Un documento del FBI sostiene que los daños totales superaron los mil millones de dólares.
La descontaminación se llevó a cabo mediante la fumigación con gas de dióxido de cloro.

### Libros
- Leonard A. Cole, The Anthrax Letters, A Medical Detective Story (Joseph Henry Press, 2003) ISBN 0-309-08881-X
- Kenneth J. Dillon, Intriguing Anomalies:  An Introduction to Scientific Detective Work  (Scientia Press, 2008)  ISBN 0-9642976-8-4
- Robert Graysmith, AMERITHRAX: The Hunt for the Anthrax Killer (Berkley Books,2003) ISBN 0-425-19190-7
- Ed Lake, Analyzing The Anthrax Attacks - The First 3 Years (Ed Lake, 2005)  ISBN 0-9766163-0-0
- Graeme MacQueen, The 2001 Anthrax Deception: The Case for a Domestic Conspiracy (Clarity Press, 2014)  ISBN 0-9860731-2-1
- Philipp Sarasin, Anthrax: Bioterror as Fact and Fantasy (Harvard University Press 2006) ISBN 0-674-02346-3
- Marilyn W. Thompson, The Killer Strain, Anthrax and a Government Exposed (Harper Collins,2003) ISBN 0-06-052278-X

### Artículos
- Los ataques con ántrax, por Ed Lake Archivado el 27 de julio de 2008 en Wayback Machine.
- Free From Terror.net – resolver el misterio es fácil si se toma en cuenta el momento elegido para los ataques
- Análisis de los ataques con ántrax, por Barbara Hatch Rosenberg
- "The Message in the Anthrax" por Donald Foster (Vanity Fair, octubre de 2003)
- Matsumoto, Gary (28 de noviembre de 2003). «Anthrax Powder — State of the Art?». Science 302: 1492. PMID 14645823. doi:10.1126/science.302.5650.1492.
- The Anthrax Letters, Five Deaths, Five Grams, Five Clues, por Paul de Armond Archivado el 8 de enero de 2009 en Wayback Machine.
- Al Qaeda, Ántrax y Ayman Zawahiri, por Ross E. Getman (enlace roto disponible en Internet Archive; véase el historial, la primera versión y la última).
- "Was Abderraouf Jdey the Anthrax Mailer?" por Kenneth J. Dillon
- "The Anthrax Mystery: Solved" por Robert Pate
- The person who mailed anthrax spores in 2001 remains at large (enlace roto disponible en Internet Archive; véase el historial, la primera versión y la última). Por Greg Gordon, 7 de agosto de 2006.
- Anthrax Investigation A 'Cold Case?' The CBS Evening News, 18 de septiembre de 2006.
- FBI Is Casting A Wider Net in Anthrax Attacks Washington Post, 25 de septiembre de 2006.
- Low-tech anthrax still deadly? FBI research widens suspect list por George Smith, The Register, 29 de septiembre de 2006.
- Questions on anthrax swirl anew for the FBI by Kevin Coughlin, The Star-Ledger, 9 de octubre de 2006
- The Unsolved Case Of Anthrax por Tom Daschle, Washington Post, 15 de octubre de 2006.
- Anthrax attack on US Congress made by scientists and covered up by FBI, expert says por Sherwood Ross, Middle East Times, 11 de diciembre de 2006.
- Anthrax attack posed greater potential threat than thought Archivado el 29 de agosto de 2008 en Wayback Machine. 5 de enero de 2007.
- https://elpais.com/diario/2008/08/02/internacional/1217628001_850215.html